# Look Rock Observation Tower
 (juin 2020).
Pour les articles homonymes, voir Look.
La Look Rock Observation Tower est une tour d'observation américaine située dans le comté de Blount, dans le Tennessee. Protégée au sein du parc national des Great Smoky Mountains, elle est inscrite au Registre national des lieux historiques depuis le 12 octobre 2017.